# Temporada 1894-1895 del Liceu
La temporada 1894-1895 va començar el 8 de desembre amb l'estrena de L'amico Fritz de Mascagni. Amb La Traviata es presentava aquell mateix any la soprano romanesa Hariclea Darclée, que després estrenaria Manon de Massenet i Pagliacci de Leoncavallo. La Lucrezia Borgia que cantà la Darclée serví també per a debut del baix Andreu Perelló de Segurola.
| Temporada 1894-1895 del Liceu |                     |                    |                   | |           |                     |
| Òpera                         | Compositor          | Director musical   | Director d'escena | Papers principals | Producció | Dates               |
| L'amico Fritz                 | Pietro Mascagni     |                    |                   | Lilì Lejo, Giuseppina Giaconia, Giuseppe Moretti, Rogerio Astillero                                                                                   |           | 8 de desembre       |
| La favorita                   | Gaetano Donizetti   | Francesco Spetrino |                   | Concepció Mas, Oreste Gennari (11), Giuseppe Moretti, Joaquim Aragó, Andreu Perelló de Segurola, Concepción Arrieta                                   |           | 11, 12, 14 desembre |
| Rigoletto                     | Giuseppe Verdi      | Francesco Spetrino |                   | Oreste Gennari, Joaquim Aragó, Vittoria Italia Repetto, Gioachino Wanrell, Giuseppina Giaconia                                                        |           | 18 de desembre      |
| Manon                         | Jules Massenet      |                    |                   | Hariclea Darclée, Gianni Masin/Giuseppe Moretti, Rogerio Astillero, Gabriel Hernandez                                                                 |           | 29 de desembre      |
| La Sonnambula                 | Vincenzo Bellini    |                    |                   | Vittoria Repetto, Oreste Gennari, Gioacchino Wanrell                                                                                                  |           | desembre            |
| La Traviata                   | Giuseppe Verdi      | Francesco Spetrino |                   | Hariclea Darclée, Giuseppe Moretti, Francesc Puiggener/Joaquim Aragó                                                                                  |           | desembre            |
| Lucrezia Borgia               | Gaetano Donizetti   |                    |                   | Hariclea Darclée, Andreu Perelló de Segurola. Giuseppe Moretti, Margarida Julia                                                                       |           | gener               |
| Cavalleria Rusticana          | Pietro Mascagni     |                    |                   | Hariclea Darclée, Giuseppina Giaconia, Manuel Suagnez/Oreste Gennari, Rogerio Astillero                                                               |           | gener               |
| Pagliacci                     | Ruggero Leoncavallo |                    |                   | Hariclea Darclée, Giuseppe Moretti, Gioachino Aragò/Rogerio Astillero, Josè Hernandez, Oreste Gennari                                                 |           | 25 de gener         |
| La favorita                   | Gaetano Donizetti   | Vittorio Podesti   |                   | Concepció Mas, Manuel Suáñez, Rogelio Astillero, Andreu Perelló de Segurola, Concepción Arrieta                                                       |           | 21, 24 abril        |
| Els Hugonots                  | Gaetano Donizetti   |                    |                   | Hariclea Darclée, Andreu Perelló de Segurola, Giulietta Wermez/Paolina Leone, Giuseppina Giaconia, Raffaele Grani, Roderio Astillero, Romano Nannetti |           | 8 d'abril           |
| Enrico Clifford               | Isaac Albéniz       |                    |                   | Andreu Perelló de Segurola, Adele Marra, Angelica Nava, Concepció Mas, Emanuel Suagnez, Francesc Puiggener                                            |           | maig                |
| Faust                         | Charles Gounod      |                    |                   | Hariclea Darclée, Giuseppina Giaconia, Giuseppe Moretti, Rogerio Astillero                                                                            |           | maig                |
| La Jolie Fille de Perth       | Georges Bizet       |                    |                   | Avelina Carrera, Tilde Carotini Zonghi, Giuseppe Moretti, Eugeni Laban, Antonio Vidal                                                                 |           | maig                |